# Tetrastigma enervium
Tetrastigma enervium är en vinväxtart som beskrevs av Henry Nicholas Ridley. Tetrastigma enervium ingår i släktet Tetrastigma och familjen vinväxter. Inga underarter finns listade i Catalogue of Life.